# Шахта «Перевальська»
ДВАТ Шахта «Перевальська» — вугільна шахта у місті Перевальську.
Фактичний видобуток 1658/638 т/добу (1990/1999). У 2003 р. видобуто 49 тис.т. вугілля. Глибина робіт 492/340 м (1990/1999).
Протяжність підземних виробок 71,4/51,6 км (1990/1999). У 1990/1999 розробляла відповідно пласти kв
4, k6, kв
3, kн
3 та kв
3, kн
3, k5 потужністю 0,6-0,9/0,8-0,9 м, кути падіння 6-16о. Пласти k6 і kн
3 загрозливі з глибини 230 м, а kв
3 небезпечний за раптовими викидами. Кількість очисних вибоїв 6/3, підготовчих 13/5 (1990/1999).
Кількість працюючих: 2763/1941 чол., в тому числі підземних 1896/1250 чол. (1990/1999).
Адреса: 94301, вул. Технічна, 1, м. Перевальськ, Луганської обл.